# رولز-رویس فانتوم ۶

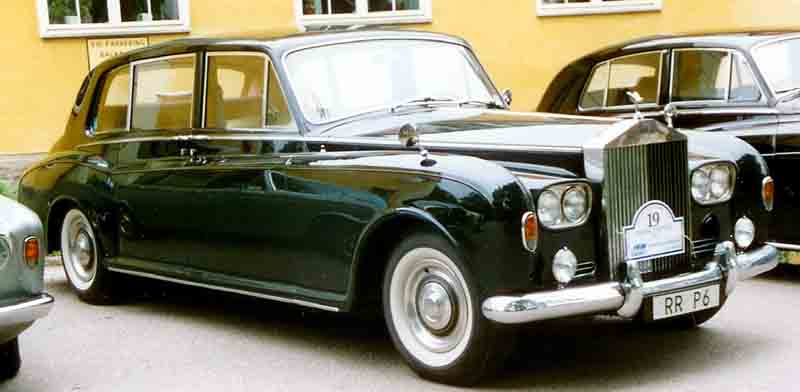

رولز-رویس فانتوم شش (Rolls-Royce Phantom VI) خودرویی است که در سال‌های ۱۹۶۸ تا ۱۹۹۱ تولید شده‌است. طول آن در حالت طبیعی ۲۳۸ اینچ (۶٬۰۰۰ میلیمتر)، عرض آن در حالت طبیعی ۷۹ اینچ (۲٬۰۰۰ میلیمتر) و ارتفاع آن در حالت طبیعی ۶۹ اینچ (۱٬۸۰۰ میلیمتر) است.